# Una vita alla rovescia (film 1964)
Una vita alla rovescia (La vie à l'envers) è un film del 1964 diretto da Alain Jessua.
Un agente immobiliare, interpretato da Charles Denner, sente l'esigenza di sottrarsi alla moglie, al lavoro e al mondo, preferendo i propri deliri solitari al vivere nella deludente realtà.

## Critica
La vita alla rovescia fu premiato al Festival di Cannes del 1964 come migliore opera prima: uno dei tanti "debutti col botto" di un regista che poi non ha .mantenuto le promesse che questo suo significativo esordio lasciava immaginare. Potremmo definirla - in linea col periodo in cui è sta concepita - un'altra interessante pellicola da inserire nel cospicuo filone dell'alienazione che sceglie però un'inedita prospettiva : quella di stemperare il dramma della condizione coi toni più leggeri dell'ironia che sostengono il film per tutto l'arco narrativo facendoli così diventare il suo punto di forza. Il protagonista è un uomo medio, contagiato da una malattia che già stava dilagando in quei tempi ormai lontani : quella che lo porterà sempre di più ad estraniarsi dai fatti e dalle persone (fino ad isolarsi) per sottrarsi in qualche modo alla routine del pensiero unico e ritornare invece a confrontarsi in perfetta solitudine straniante, con una differente, personale visione delle cose e riscoprirne di conseguenza di nuovo il senso più profondamente autentico che stava già allora preoccupantemente smarrendosi. Una specie di decontaminazione mentale insomma (una droga, la definì a suo tempo il regista) che può aiutare a riempire "quel vuoto che a volte si genera nelle persone" che spinge il pensiero verso altre direzioni più confacenti e meno omologate) da mettere in atto per resistere e non lasciarsi fagocitare, ma che alla fine può addirittura creare a sua volta assuefazione (proprio come accade con le sostanze psicotiche). Il paradosso è ben evidenziato dal percorso narrativo, poiché per il nostro eroe è proprio questo il punto di partenza, l'inizio di un processo irreversibile verso una forma patologica di solitudine. Nel racconto si potrebbe intravedere anche una sorta di ribellione soggettiva finalizzata ad affermare la necessità e la giustezza di un viaggio alla ricerca della ridefinizione del rapporto col mondo, le cose e le persone. Il respiro dell'opera non è comunque sufficientemente maturo per risultare davvero convincente (le sue spalle sono insomma troppo esili per sostenere il peso di un discorso così complesso e sfaccettato). Resta in ogni caso - pur con gli evidenti limiti tipici di un esordio sia pur significativo come questo - una pellicola di rilievo che gioca intelligentemente sul registro stilistico di uno sbandamento quasi schizofrenico che espone con sarcasmo una specie di sdoppiamento fra "estraneità" e "partecipazione attiva". il che non la rende comunque esente dal "giudizio" che credo invece dovrebbe sempre essere evitato, lasciando allo spettatore la piena libertà di decidere da che parte stare. Importantissimo il contributo di un ispirato Charles Denner, istrionico interprete che rende molto bene il senso del personaggio che è stato chiamato ad interpretare